# Cyfrowe przetwarzanie sygnałów
Cyfrowe przetwarzanie sygnałów, CPS (ang. Digital Signal Processing, DSP) – dziedzina nauki i techniki zajmująca się sygnałami cyfrowymi i metodami ich przetwarzania.

## Obszary zastosowań
Cyfrowe przetwarzanie sygnałów i analogowe przetwarzanie sygnałów są gałęziami jednej, nadrzędnej dziedziny techniki: przetwarzania sygnałów. W ramach CPS wskazać można takie obszary zastosowań jak:
- cyfrowe przetwarzanie obrazów,
- cyfrowe przetwarzanie dźwięku,
- przetwarzanie mowy.

## Etapy procesu CPS
Pierwszym etapem w CPS jest konwersja sygnału z postaci analogowej na cyfrową za pomocą przetwornika analogowo-cyfrowego. W przypadku odwrotnym – konwersja cyfrowo-analogowa – stosuje się przetwornik cyfrowo-analogowy.
Algorytmy cyfrowego przetwarzania sygnałów mogą być realizowane przez komputerowe urządzenia peryferyjne, które korzystają z odpowiednich procesorów sygnałowych (DSP) i pozwalają dzięki temu na przetwarzanie sygnałów w czasie rzeczywistym (ang. real time signal processing).

## Dziedziny, w których realizuje się CPS
W CPS zazwyczaj analizuje się sygnał w jednej z następujących dziedzin:
- czasu – sygnały jednowymiarowe,
- przestrzeni – sygnały wielowymiarowe,
- przestrzeni transformaty falkowej,
- częstotliwości.

### Dziedzina czasu i przestrzeni
Dziedzina czasu to naturalna dziedzina opisu i analizy sygnałów i układów w funkcji zmiennej t – czasu.
Do najpowszechniejszych operacji przetwarzania sygnałów w dziedzinie czasu i przestrzeni należy obróbka sygnału wejściowego w celu poprawienia jego własności. Odbywa się to w procesie filtracji. Ogólnie, filtracja sprowadza się do wykonania pewnych operacji na zbiorze próbek wejściowych sąsiadujących z bieżącą próbką, a niekiedy także z wykorzystaniem pewnej ilości poprzednich próbek sygnału wyjściowego. Są różne sposoby charakteryzowania filtrów np:
- Filtr „liniowy” jest liniowym przekształceniem próbek wejściowych; pozostałe filtry określane są jako „nieliniowe”. Filtry liniowe spełniają zasadę superpozycji.

- Filtr „przyczynowy” używa wyłącznie poprzednich próbek wejściowych lub wyjściowych; podczas gdy filtr „nieprzyczynowy” do obliczenia aktualnej próbki wyjściowej przyszłych próbek wejściowych. Filtr nieprzyczynowy może być zmieniony w filtr przyczynowy poprzez dodanie do niego opóźnienia.

- Filtr „niezmienny w czasie” ma stałe właściwości w czasie; inne filtry, takie jak np. filtry adaptacyjne zmieniają swoje właściwości w czasie.

- Filtry o „skończonej odpowiedzi impulsowej” (SOI) korzystają tylko z sygnału wejściowego, podczas gdy filtry o „nieskończonej odpowiedzi impulsowej” (NOI) korzystają zarówno z próbek wejściowych, jak i poprzednich wartości próbek wyjściowych. Filtry SOI są zawsze stabilne, podczas gdy filtry NOI mogą być niestabilne.

### Dziedzina częstotliwości
Dziedzina częstotliwości to dziedzina opisu i analizy sygnałów i układów w funkcji zmiennej f – częstotliwości
Sygnały są przekształcane z dziedziny czasu do dziedziny częstotliwości zazwyczaj za pomocą transformacji Fouriera (w praktyce wykorzystuje się algorytm FFT). Z wyniku transformaty można dowiedzieć się o amplitudzie i fazie poszczególnych składowych częstotliwościowych.

## Zastosowania
Do głównych zastosowań CPS należą przetwarzanie dźwięku, kompresja dźwięku, cyfrowe przetwarzanie obrazów, kodowanie wideo, przetwarzanie mowy, rozpoznawanie mowy i telekomunikacja cyfrowa. Szczególnymi przykładami mogą być: kompresja mowy i transmisja w cyfrowej telefonii komórkowej, filtry DSP w urządzeniach radiokomunikacyjnych pozwalające zwiększyć stosunek sygnału użytecznego do szumu, equalizacja dźwięku w sprzęcie hi-fi, prognozy pogody, prognozy ekonomiczne, przetwarzanie danych sejsmicznych, analiza i kontrola procesów przemysłowych, obrazowanie medyczne takie jak tomografia komputerowa, magnetyczny rezonans jądrowy i efekty cyfrowe używane w gitarach elektrycznych i wzmacniaczach.
Ważną dziedziną zastosowań, która znacząco posunęła naprzód badania, technologię i układy DSP była obróbka sygnałów w sprzęcie militarnym, w szczególności technika sonarowa, a potem wraz z rozwojem układów mogących przetwarzać sygnały wyższych częstotliwości – technika radarowa. Cyfrowe przetwarzanie sygnałów znalazło zastosowanie w nowoczesnym elektronicznym sprzęcie pomiarowym ze zobrazowaniem wyników pomiarów na ekranie. Wielokanałowe cyfrowe przetwarzanie sygnałów stanowi podstawę współczesnych systemów badawczych w radioastronomii.

## Dziedziny pokrewne
- Automatyka
- Informatyka
- Telekomunikacja
- Elektronika
- Teoria informacji
- Kompresja danych
- Akustyka
- Teleinformatyka